# يوروفوليتروبين
يوروفوليتروبين تعتبر مادة أنقي من هرمون التحوصل FSH وهي مادة تم استخراجها من البول البشري ثم تم تنقيتها لإزالة البروتين وأي مواد أخرى. حيث أن FSH هرمون مسئول عن تجديد إنتاج البويضات بجراب المبيض. يتم حقن تلك المادة تحت الجلد وتستخدم أيضًا بالإضافة مع الهرمون المشيمي البشري (hCG) لتحفيز التبويض و زيادة الخصوبة. كما أنه تستخدم أيضًا في طرق الإخصاب في المختبر. مع العلم أنة يتم ضبط الجرعة علي حسب استجابة كل فرد.
الآثار الجانبية الشائعة هي ألم في البطن أو الحوض، والانتفاخ، وكذلك احمرار أو ألم أو تورم في موقع الحقن.
قد ربما يرتبط فوليتروبين بزيادة خطر الإصابة بسرطان بطانة الرحم وأنه أيضًا لايستخدم أثناء فترة الحمل لأنه تم إثبات أنه يعمل علي إيجاد عيوب خلقية.
يباع عقار (برافيلليBravelle) في الولايات المتحدة من مارس 2014 حتى أكتوبر 2015 وأنه معرض للسحب و الاسترداد من قبل المنتجين وشركات الأدوية ذلك لأن المادة المفعالة للدواء أضعف من المذكور عنها.